# Graduació de vies d'escalada
La graduació és un sistema per a definir els nivells de dificultat en una via d'escalada. Actualment existeixen diferents escales de graduació que s'utilitzen a diferents llocs del món per a definir les dificultats de les diferents vies i trams d'escalada segons el terreny i/o tècnica a utilitzar. Existeixen sistemes de graduació per la roca (tant lliure com artificial) i la neu i el gel. Gairabé totes les graduacions actuals són una evolució del sistema d'Escala Welzenbach.
Willo Welzenbach (Múnic, 1899 - Nanga Parbat, 1934) va proposar, l'any 1926, una escala de dificultat pels passos d'escalada que anava del primer (el més fàcil) fins al sisè grau (extremadament difícil). Aquesta escala va ser acceptada a tot el món i és, bàsicament, la mateixa que utilitzem avui en dia, això si, amb les correccions i adaptacions de cada escola local. La UIAA (Unió Internacional d'Associacions d'Alpinistes) va adoptar com a pròpia l'escala Welzenbach.
- I : F, fàcil
- II : PD, poc difícil 
- III : BD (o AD), bastant difícil
- IV : D, difícil 
- V : MD, molt difícil 
- VI : ED, extremadament difícil 
En alguns casos el grau es matisa amb un + o - 
Originàriament aquesta escala s'utilitzava tant pel lliure com per l'artificial, i tant per la roca com el gel i mixt. Els nombres romans serveixen per a referir-se a un pas (moviment complet d'escalada) i les lletres per referir-se a tota la vía.
Els anys 50 la UIAA va decidir separar la graduació de l'escalada lliure i artificial, deixant la Welezenbach pel lliure i el mixt (en gel el més normal és definir el grau d'inclinació de la paret). L'escala proposada per l'artificial seria:
- A1: paret fins a la vertical
- A2: paret desplomada
- A3: sostre
Els anys 70 s'inicia una important evolució de l'escalada que deixa aquestes escales com a insuficients: en lliure hi ha un moviment (on hi figura Reinhold Messner) que reivindica, primer el VII grau, i després l'obertura de l'escala Welzenbach-UIAA. Els tres graus d'artificial també semblen insuficients. Tot això fa que comencin a aparèixer noves propostes de graduació evolucionades de l'escala de sis graus. Fora d'Europa, on la UIAA no té tanta presència, aquest evolució és encara més evident amb propostes com l'Australiana de més de 30 graus.

## Graduació en l'escalada en roca
A l'escalada en roca, els escaladors descriuen la dificultat d'una via mitjançant un sistema de graus. Aquesta graduació pot tenir en compte diferents aspectes de la via com la dificultat tècnica dels moviments, la força necessària, el nivell de dedicació i la dificultat dificultat de col·locació dels ancoratges i el risc assumit per l'escalador. Existeixen diferents sistemes de graduació al món, i els diferents sistemes valoren diferentment les diferents dificultats, per tant és difícil establir una relació exacta entre els diferents sistemes.
També es pot fer un visionat de la proposta d'en Koki Gassiot en la seva avaluació de dificultat en el Club Excursionista de Gràcia. CEG. dificultat vies d'escalada

## Sistemes de graduació d'escalada lliure

### Ewbank
Va ser desenvolupat per John Ewbank als anys 60 i avui dia és el més utilitzat a Austràlia i Nova Zelanda.
Aquest sistema va des de l'1, que representa una pujada que es pot pujar caminant, fins al 34. Al principi estava dissenyat per valorar només el moviment més difícil de tota la via, però ha anat evolucionant per tenir en compte més factors.

### Brasiler
Molt semblant al sistema francès, però amb petites diferències.

### UIAA
És el que s'utilitza a Alemanya, Àustria i Suïssa com a vies curtes, i s'utilitza també a vies llargues dels Alps i l'Himalaia. Utilitza nombres romans, originalment de l'I al X (més difícil), però avui dia es poden escalar vies fins a XII-. Per diferenciar vies més refinadament es pot usar, opcionalment, un sufix de + o -.

### Francès
Aquest sistema considera la dificultat total de l'escalada, tenint en compte la dificultat dels moviments i la llargada de l'escalada. Això el diferencia d'altres sistemes que graduen una via en funció del tram més difícil. Els graus comencen per l'1 i el sistema no té límit. Cada nivell es pot dividir fent servir una lletra de sufix, cada grau es pot dividir en tres. Per exemple, es poden dividir les vies de grau 6 en vies de grau 6a, 6b o 6c. A més a més, es pot afegir un sufix de + o - per refinar encara més la graduació, per exemple 6c+. És el sistema que s'utilitza a molts països europeus, entre ells Catalunya.

### Anglès i Irlandès
Aquest sistema utilitza un sistema per escalada clàssica i un altre per escalada esportiva. El d'escalada clàssica utilitza adjectius, i el d'esportiva és semblant al francès.

### Yosemite Decimal System (YDS)
L'YDS és el sistema de graduació que s'utilitza habitualment als EUA, i té el seu origen en el sistema Sierra Club. El Sierra Club era una associació de muntanyencs, de referència a principis del segle xx, que va idear un sistema de graduació per a qualsevol excursió a la muntanya (amb referents també de l'escala Welzenbach) basat en 6 classes. La classe 1 seria la d'un berenar a l'aire lliure i la classe 6 seria el límit del possible. Qualsevol escalada amb la utilització de corda és, com a mínim, una classe 5: la dificultat en l'escalada seria un grau dins de la classe 5. Per això, el YDS, que es refereix a l'escalada, comença amb el 5.1.
L'escala és oberta, però sempre dins de la classe 5; el 6 seria el limit i, per tant, inabastable. Teòricament podríem arribar al 5.20, 5.50…

## Taula comparativa
| Sistemes de graduació de vies d'escalada | Sistemes de graduació de vies d'escalada | Sistemes de graduació de vies d'escalada | Sistemes de graduació de vies d'escalada | Sistemes de graduació de vies d'escalada | Sistemes de graduació de vies d'escalada | Sistemes de graduació de vies d'escalada | Sistemes de graduació de vies d'escalada |
| ---------------------------------------- | ---------------------------------------- | ---------------------------------------- | ---------------------------------------- | ---------------------------------------- | ---------------------------------------- | ---------------------------------------- | ---------------------------------------- |
|                                          |                                          |                                          |                                          |                                          |                                          |                                          |                                          |
| YDS (EUA)                                | Anglès (UK) Tech/Adj                     | Anglès (UK) Tech/Adj                     | Francès                                  | UIAA (Europa Central)                    | Ewbank (Australià)                       | GDR (Europa Oriental)                    | Finlandès                                |
|                                          |                                          |                                          |                                          |                                          |                                          |                                          |                                          |
| 5.2                                      |                                          |                                          | 1                                        | I                                        |                                          |                                          |                                          |
| 5.3                                      |                                          |                                          | 2                                        | II                                       | 11                                       |                                          |                                          |
| 5.4                                      |                                          |                                          | 3                                        | III                                      | 12                                       |                                          |                                          |
| 5.5                                      | 4a                                       | VD                                       | 4                                        | IV                                       |                                          |                                          |                                          |
| 5.6                                      |                                          | S                                        | 5a                                       | V-                                       | 13                                       |                                          | 5-                                       |
| 5.7                                      | 4b                                       | HS                                       | 5b                                       | V                                        | 14                                       |                                          | 5                                        |
|                                          | 4c                                       |                                          |                                          | V+                                       | 15                                       |                                          |                                          |
| 5.8                                      |                                          | VS                                       | 5c                                       | VI-                                      | 16                                       | VIIa                                     | 5+                                       |
| 5.9                                      | 5a                                       | HVS                                      | 6a                                       | VI                                       | 17                                       | VIIb                                     |                                          |
| 5.10a                                    |                                          | E1                                       | 6a+                                      | VI+                                      | 18                                       | VIIc                                     | 6-                                       |
| 5.10b                                    | 5b                                       |                                          |                                          |                                          | 19                                       |                                          |                                          |
| 5.10c                                    |                                          | E2                                       | 6b                                       | VII-                                     | 20                                       | VIIIa                                    | 6                                        |
| 5.10d                                    | 5c                                       |                                          | 6b+                                      | VII                                      | 21                                       | VIIIb                                    |                                          |
| 5.11a                                    |                                          | E3                                       | 6c                                       | VII+                                     | 22                                       | VIIIc                                    | 6+                                       |
| 5.11b                                    |                                          |                                          | 6c+                                      |                                          | 23                                       |                                          |                                          |
| 5.11c                                    | 6a                                       | E4                                       | 7a                                       | VIII-                                    | 24                                       | IXa                                      | 7-                                       |
| 5.11d                                    |                                          |                                          | 7a+                                      | VIII                                     | 25                                       | IXb                                      | 7                                        |
| 5.12a                                    |                                          | E5                                       | 7b                                       | VIII+                                    | 26                                       | IXc                                      | 7+                                       |
| 5.12b                                    | 6b                                       |                                          | 7b+                                      |                                          |                                          |                                          | 8-                                       |
| 5.12c                                    |                                          | E6                                       | 7c                                       | IX-                                      | 27                                       | Xa                                       | 8                                        |
| 5.12d                                    | 6c                                       |                                          | 7c+                                      | IX                                       | 28                                       | Xb                                       | 8+                                       |
| 5.13a                                    |                                          | E7                                       | 8a                                       | IX+                                      | 29                                       | Xc                                       | 9-                                       |
| 5.13b                                    |                                          |                                          | 8a+                                      |                                          |                                          |                                          | 9                                        |
| 5.13c                                    | 7a                                       |                                          | 8a+                                      | X-                                       | 30                                       |                                          | 9+                                       |
| 5.13d                                    |                                          | E8                                       | 8b                                       | X                                        | 31                                       |                                          | 10-                                      |
| 5.14a                                    |                                          |                                          | 8b+                                      | X+                                       | 32                                       |                                          | 10                                       |
| 5.14b                                    | 7b                                       |                                          | 8c                                       |                                          |                                          |                                          | 10+                                      |
| 5.14c                                    |                                          | E9                                       | 8c+                                      | XI-                                      | 33                                       |                                          | 11-                                      |
| 5.14d                                    | 7c                                       |                                          | 9a                                       | XI                                       |                                          |                                          | 11                                       |
| 5.15a                                    |                                          |                                          | 9a+                                      |                                          |                                          |                                          |                                          |
| 5.15b                                    |                                          |                                          | 9b                                       |                                          |                                          |                                          |                                          |
| 5.15c                                    |                                          |                                          | 9b+                                      |                                          |                                          |                                          |                                          |
| 5.15d                                    |                                          |                                          | 9c                                       |                                          |                                          |                                          |                                          |

## Sistemes de graduació d'escalada artificial
En construcció, Provisionalment: Per a l'escalada artificial s'utilitza el prefix A seguit d'un número de 0 a 5 amb els corresponents + i -. El més fàcil és el A0- i el més difícil el A5+. El grau Ae significa que es tracta d'escalada artificial equipada amb claus d'expansió fixes, i es considera de baixa dificultat.

## Graduació en l'escalada en gel, neu i mixt
En construcció, Provisionalment: El sistema de graduació tradicional es refereix exclusivament a la inclinació del pendent i s'expressa en graus d'inclinació. Un pendent del 50º es considera fàcil, i un del 90° és vertical i molt difícil. Un pendent de 95º o 100º signifiquen un tram de gel desplomat. L'actual proposta de graduació, acceptada per gairebé la totalitat d'escaladors del món, és una doble escala de 7 graus: una escala per l'exposició (perills objectius) que s'expressa en nombres romans (de l'I al VII) i una altra en nombres aràbics per la dificultat atletico-esportiva (de l'1 al 7). Per al mixt es proposa, a més, una escala de l'M5 a l'M8.